# Xanthophyllum subcoriaceum
Xanthophyllum subcoriaceum là một loài thực vật có hoa trong họ Polygalaceae. Loài này được (Chodat) Meijden miêu tả khoa học đầu tiên năm 1973.